# Orkla
Orkla Group este o companie din Norvegia care activează în domeniile: bunuri de consum, produse speciale, chimie și investiții financiare și care are o cifră de afaceri de 7 miliarde Euro.

## Orkla în România
Compania este prezentă în România din 2002, când a achiziționat producătorul de margarină și sosuri Topway Food. Ulterior, firma a preluat producătorul de pateuri Ardealul Covasna, pentru circa 14 milioane euro, câteva linii de procesare a fructelor și legumelor, de la firma Grup JM din Târgoviște, și producătorul de margarină Royal Brinkers România, în urma unei tranzacții cu o valoare de 18,4 milioane euro.
În prezent (aprilie 2009) compania are platforme industriale la București (margarină industrială), Craiova (margarină), Covasna (ketchup, muștar, pate) și Iași (patiserie congelată).
Printre cele mai cunoscute mărci din portofoliul companiei se numără brandurile Ardealul, Antrefrig (pateu), Tomi (ketchup), Bunica (ulei), Wiesana, Unirea (margarină) și Linco.
Cifra de afaceri:
- 2008: 25,2 milioane euro[6]
- 2007: 30 milioane euro[4]